# Distrito electoral de Dewey Tabor (condado de Scotts Bluff, Nebraska)
Dewey Tabor (en inglés: Dewey Tabor Precinct) es un distrito electoral ubicado en el condado de Scotts Bluff en el estado estadounidense de Nebraska. En el Censo de 2010 tenía una población de 1776 habitantes y una densidad poblacional de 7,72 personas por km².

## Geografía
Dewey Tabor se encuentra ubicado en las coordenadas 41°53′46″N 103°30′38″O / 41.89611, -103.51056. Según la Oficina del Censo de los Estados Unidos, Dewey Tabor tiene una superficie total de 230.18 km², de la cual 220.83 km² corresponden a tierra firme y (4.06%) 9.35 km² es agua.

## Demografía
Según el censo de 2010, había 1776 personas residiendo en Dewey Tabor. La densidad de población era de 7,72 hab./km². De los 1776 habitantes, Dewey Tabor estaba compuesto por el 87.61% blancos, el 0.23% eran afroamericanos, el 0.73% eran amerindios, el 0.56% eran asiáticos, el 0.17% eran isleños del Pacífico, el 9.23% eran de otras razas y el 1.46% pertenecían a dos o más razas. Del total de la población el 14.36% eran hispanos o latinos de cualquier raza.